# Джон Генрі Робінсон
Джон Генрі Робінсон (англ. John Henry Robinson; 1796—1871) — англійський гравер.
Він народився в Болтоні, штат Ланкашир, і виховувався в Стаффордширі. У віці 18 років став учнем Джеймса Хіта, вчився близько двох років.
Робінзон був одним із дев'яти видатних граверів, які в 1836 році подали клопотання до Палати громад щодо державного гравірування в країні, і який разом з іншими в 1837 році звернувся з проханням до короля з проханням прийняти граверів до найвищого рангу в Королівській академії: це сталося лише через кілька років. У 1856 р. Робінсон був обраний «асоційованим гравером нового класу», а в наступному році не став повноправним членом лише за вирішального голосу сера Чарльза Істлейка, який був відданий Джорджу Томасу Ду; після відставки останнього у 1867 його обрали королівським академіком.
Робінзон отримав першокласну золоту медаль на Паризькій міжнародній виставці 1855 року.

Гравірував на металі портрети та ілюстрації до книжок.

Одруження зробило його фінансово незалежним від мистецтва. Він був мировим суддею графства Сассекс і почесним членом Імператорської академії образотворчих мистецтв у Санкт-Петербурзі.